# Mîroțke, Kiev-Sveatoșîn
Mîroțke (în ucraineană Мироцьке) este o comună în raionul Kiev-Sveatoșîn, regiunea Kiev, Ucraina, formată numai din satul de reședință.

## Demografie
Componența lingvistică a comunei Mîroțke
     Ucraineană (97%)
     Rusă (2,87%)
     Alte limbi (0,07%)
Conform recensământului din 2001, majoritatea populației comunei Mîroțke era vorbitoare de ucraineană (97%), existând în minoritate și vorbitori de rusă (2,87%).